# Neurachne
Neurachne is een geslacht uit de grassenfamilie (Poaceae). De soorten van dit geslacht komen voor in delen van Australazië.